# Mark Carney
Mark Carney (sinh ngày 16 tháng 3 năm 1965) là một chính trị gia và là nhà kinh tế người Canada, giữ chức thủ tướng thứ 24 của Canada và là lãnh đạo của Đảng Tự do kể từ tháng 3 năm 2025. Trước đây, ông từng giữ chức thống đốc nhiệm kỳ 8 của Ngân hàng Canada từ năm 2008 đến năm 2013 và là thống đốc thứ 120 của Ngân hàng Anh từ năm 2013 đến năm 2020. Ông Carney sinh ra tại Fort Smith, Lãnh thổ Tây Bắc và lớn lên tại Edmonton, Alberta. Ông tốt nghiệp bằng cử nhân kinh tế tại Đại học Harvard năm 1988, sau đó tiếp tục học tại Đại học Oxford và lấy bằng thạc sĩ năm 1993 và bằng tiến sĩ năm 1995. Ông đã kết hôn với Diana Fox vào năm 1994. Ông đã đảm nhiệm nhiều chức vụ khác nhau tại Goldman Sachs và có 13 năm làm việc tại Goldman Sachs kinh qua các vị trí tại các văn phòng Boston, Luân Đôn, thành phố New York, Tokyo và Toronto trước khi gia nhập Ngân hàng Canada với tư cách là phó thống đốc vào năm 2003. Năm 2004, ông được bổ nhiệm làm phó thứ trưởng cấp cao của Bộ Tài chính Canada. Năm 2007, ông Carney được bổ nhiệm làm Thống đốc Ngân hàng Canada, trên cương vị mà ông chịu trách nhiệm về chính sách tiền tệ của Canada trong cuộc khủng hoảng tài chính toàn cầu. 
Ông làm lãnh đạo Ngân hàng Trung ương Canada cho đến năm 2013, khi ông được bổ nhiệm làm Thống đốc Ngân hàng Anh, nơi ông lãnh chỉ đạo những đối sách của Ngân hàng Trung ương Anh đối với phong trào Brexit và giai đoạn đầu của đại dịch COVID-19. Sau khi rời ngân hàng trung ương, Carney giữ chức chủ tịch và giám đốc đầu tư tác động tại Brookfield Asset Management và là chủ tịch hội đồng quản trị của Bloomberg L.P. Ông cũng được bổ nhiệm làm đặc phái viên của Liên hợp quốc (LHQ) về hành động và tài chính vì khí hậu. Ông Carney cũng làm việc với tư cách là một trong nhiều cố vấn không chính thức cho thủ tướng Canada Justin Trudeau trong đại dịch COVID-19 và được bổ nhiệm làm chủ tịch đội ngũ chuyên trách tăng trưởng kinh tế của Đảng Tự do vào tháng 9 năm 2024. Đầu năm 2025, ông tuyên bố ý định tìm kiếm sự lãnh đạo của Đảng Tự do Canada, giành chiến thắng vang dội vào tháng 3 năm 2025. Tại Hội nghị thượng đỉnh hành động tiến bộ toàn cầu năm 2023, ông Carney đã vận động những người theo chủ nghĩa tiến bộ xây dựng "chăm sóc sức khỏe, cơ sở hạ tầng, trường học, cơ hội, tính bền vững và sự thịnh vượng".. Ông Carney được biết đến vì đã nhắc đến câu "chủ nhân của ngôi nhà của chúng ta" (trong tiếng Pháp là Maîtres chez nous) một cụm từ liên quan đến cuộc cách mạng thầm lặng.